# Копчевець
Копчевець (хорв. Kopčevec) — населений пункт у Хорватії, у Загребській жупанії у складі міста Дуго Село.

## Населення
Населення за даними перепису 2011 року становило 1 093 осіб.
Динаміка чисельності населення поселення:

## Клімат
Середня річна температура становить 10,63 °C, середня максимальна – 25,30 °C, а середня мінімальна – -6,51 °C. Середня річна кількість опадів – 855 мм.
| Клімат поселення                              | Клімат поселення | Клімат поселення | Клімат поселення | Клімат поселення | Клімат поселення | Клімат поселення | Клімат поселення | Клімат поселення | Клімат поселення | Клімат поселення | Клімат поселення | Клімат поселення | Клімат поселення |
| Показник                                      | Січ.             | Лют.             | Бер.             | Квіт.            | Трав.            | Черв.            | Лип.             | Серп.            | Вер.             | Жовт.            | Лист.            | Груд.            |                  |
| Середній максимум, °C                         | 6,09             | 8,29             | 12,82            | 17,25            | 22,21            | 25,30            | 24,70            | 23,90            | 19,91            | 14,64            | 8,99             | 4,94             |                  |
| Середня температура, °C                       | −0,21            | 2,00             | 6,52             | 10,93            | 15,91            | 19,01            | 20,74            | 19,96            | 15,98            | 10,70            | 5,02             | 1,00             |                  |
| Середній мінімум, °C                          | −6,51            | −4,3             | 0,22             | 4,64             | 9,60             | 12,71            | 16,80            | 16,01            | 12,02            | 6,75             | 1,08             | −2,95            |                  |
| Норма опадів, мм                              | 49               | 47               | 55               | 67               | 75               | 92               | 77               | 85               | 80               | 81               | 85               | 62               |                  |
| Середньомісячна швидкість вітру, м/с          | 1.86             | 2.06             | 2.48             | 2.34             | 2.19             | 2.00             | 1.90             | 1.75             | 1.76             | 1.80             | 1.90             | 1.89             |                  |
| Середньомісячна сонячна радіація, кДж/м²·день | 4116             | 6881             | 10576            | 14937            | 19143            | 21167            | 22019            | 19283            | 14166            | 8773             | 4531             | 3330             |                  |
| --------------------------------------------- | ---------------- | ---------------- | ---------------- | ---------------- | ---------------- | ---------------- | ---------------- | ---------------- | ---------------- | ---------------- | ---------------- | ---------------- | ---------------- |
| Джерело:                                      |                  |                  |                  |                  |                  |                  |                  |                  |                  |                  |                  |                  |                  |